# Đội tuyển bóng chuyền nam quốc gia Ai Cập

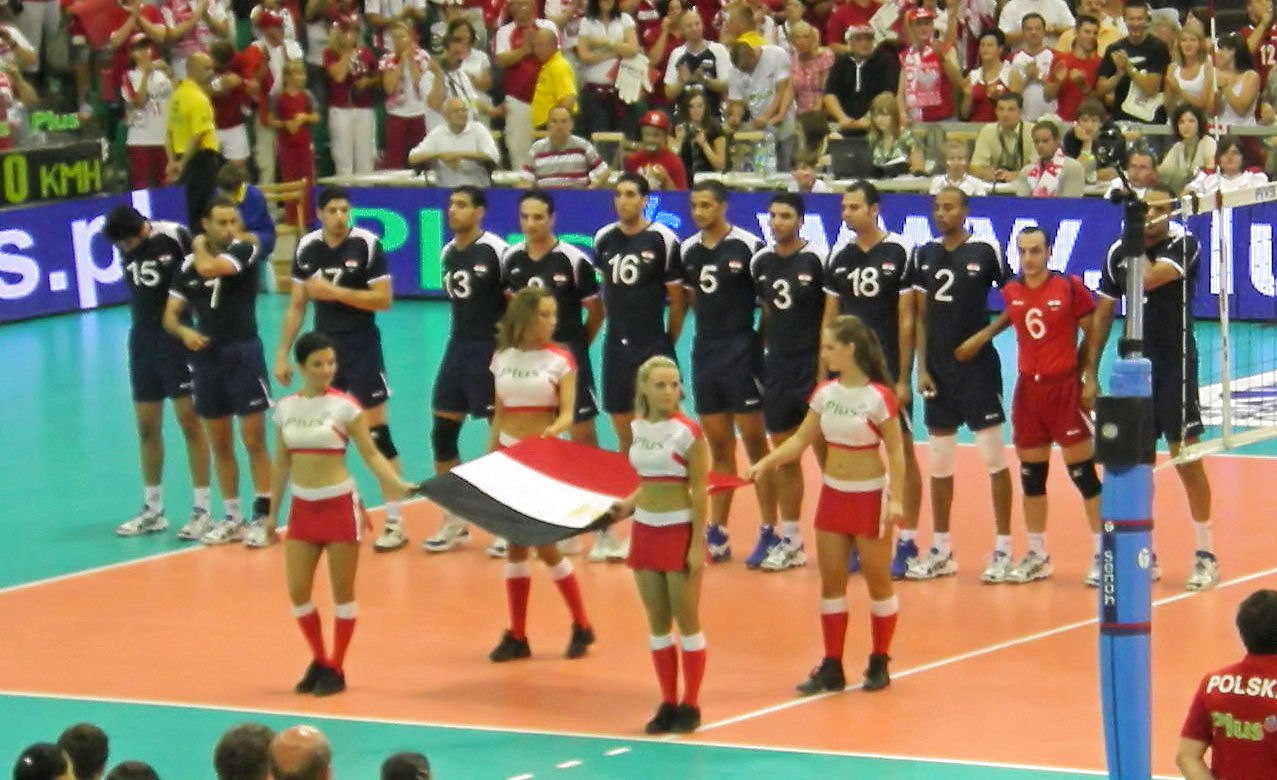
Đội tuyển năm 2008

Đội tuyển bóng chuyền nam quốc gia Ai Cập là đội bóng đại diện cho Ai Cập tại các cuộc thi tranh giải và trận đấu giao hữu bóng chuyền nam ở phạm vi quốc tế.

## Đội hình
Dưới đây là danh sách các thành viên đội tuyển nam quốc gia Ai Cập tham dự giải World League 2017.
Huấn luyện viên chính: Ibrahim Fakhreldin
| Stt. | Tên                                 | Ngày sinh            | Chiều cao           | Cân nặng        | Nhảy đập        | Nhảy chắn       | Câu lạc bộ năm 2016–17 |
| ---- | ----------------------------------- | -------------------- | ------------------- | --------------- | --------------- | --------------- | ---------------------- |
| 1    | Ahmed El Sayed                      | 14 tháng 1 năm 1991  | 1,84 m (6 ft 0 in)  | 84 kg (185 lb)  | 325 cm (128 in) | 312 cm (123 in) | Tala'ea El-Gaish       |
| 3    | Abd Elhalim Mohamed Abou            | 3 tháng 6 năm 1989   | 2,10 m (6 ft 11 in) | 80 kg (180 lb)  | 360 cm (140 in) | 345 cm (136 in) | Al Ahly                |
| 4    | Ahmed Abdelhay (C)                  | 19 tháng 8 năm 1984  | 1,97 m (6 ft 6 in)  | 87 kg (192 lb)  | 342 cm (135 in) | 316 cm (124 in) | Tala'ea El-Gaish       |
| 6    | Mamdouh Abdelrehim                  | 5 tháng 8 năm 1989   | 2,07 m (6 ft 9 in)  | 96 kg (212 lb)  | 338 cm (133 in) | 328 cm (129 in) | Tala'ea El-Gaish       |
| 7    | Hisham Ewais                        | 26 tháng 2 năm 1995  | 1,96 m (6 ft 5 in)  | 75 kg (165 lb)  | 346 cm (136 in) | 322 cm (127 in) | Al Tayaran             |
| 8    | Marawan Abdelbaky                   | 15 tháng 2 năm 1992  | 1,93 m (6 ft 4 in)  | 82 kg (181 lb)  | 336 cm (132 in) | 325 cm (128 in) | Smouha                 |
| 9    | Ahmed Maghrawy                      | 21 tháng 3 năm 1990  | 1,96 m (6 ft 5 in)  | 93 kg (205 lb)  | 340 cm (130 in) | 330 cm (130 in) | Al Ahly                |
| 10   | Mohamed Masoud                      | 1 tháng 5 năm 1994   | 2,11 m (6 ft 11 in) | 105 kg (231 lb) | 358 cm (141 in) | 342 cm (135 in) | Al Ahly                |
| 12   | Hossam Abdalla                      | 16 tháng 2 năm 1988  | 2,03 m (6 ft 8 in)  | 97 kg (214 lb)  | 343 cm (135 in) | 321 cm (126 in) | Al Ahly                |
| 14   | Omar Hassan                         | 4 tháng 4 năm 1991   | 1,91 m (6 ft 3 in)  | 104 kg (229 lb) | 333 cm (131 in) | 324 cm (128 in) | Tala'ea El-Gaish       |
| 15   | Ahmed Elkotb                        | 23 tháng 7 năm 1991  | 1,97 m (6 ft 6 in)  | 80 kg (180 lb)  | 328 cm (129 in) | 318 cm (125 in) | Al Ahly                |
| 17   | Ahmed Bekhet                        | 15 tháng 10 năm 1995 | 1,91 m (6 ft 3 in)  | 80 kg (180 lb)  | 320 cm (130 in) | 301 cm (119 in) | Gezira                 |
| 19   | Mostafa Mohamed Ibrahim Abdelrahman | 25 tháng 1 năm 1994  | 1,97 m (6 ft 6 in)  | 87 kg (192 lb)  | 348 cm (137 in) | 336 cm (132 in) | Zamalek                |
| 20   | Ahmed Shafik                        | 7 tháng 12 năm 1994  | 1,90 m (6 ft 3 in)  | 97 kg (214 lb)  | 349 cm (137 in) | 323 cm (127 in) | Al Ahly                |
| 21   | Sherif Aly                          | 24 tháng 4 năm 1994  | 1,85 m (6 ft 1 in)  | 77 kg (170 lb)  | 333 cm (131 in) | 317 cm (125 in) | Al Ahly                |
| 22   | Ahmed Abdelaal                      | 8 tháng 6 năm 1989   | 1,88 m (6 ft 2 in)  | 89 kg (196 lb)  | 325 cm (128 in) | 312 cm (123 in) | Tala'ea El-Gaish       |
| 23   | Abdelrahman Seoudy                  | 21 tháng 8 năm 1997  | 2,06 m (6 ft 9 in)  | 100 kg (220 lb) | 344 cm (135 in) | 332 cm (131 in) | Al Ahly                |
| 25   | Abdelrahman Abouelella              | 15 tháng 9 năm 1996  | 2,09 m (6 ft 10 in) | 117 kg (258 lb) | 334 cm (131 in) | 320 cm (130 in) | Aviation Club          |